# Andō Kō

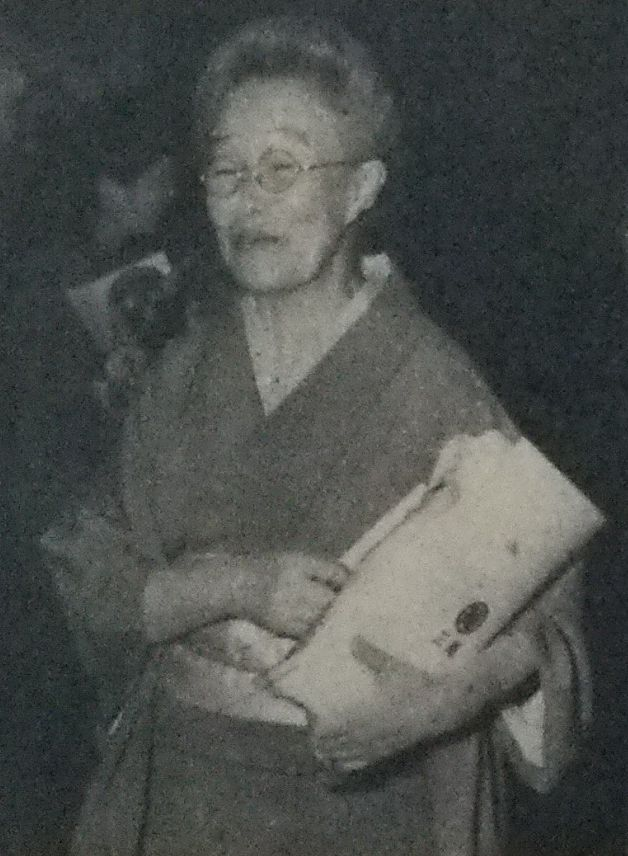
Andō Kō, 1951 bei einem Konzert von Yehudi Menuhin in Japan

Andō Kō (japanisch 安藤 幸, wirklicher Name: 幸田 幸, Kōda Kō; * 6. Dezember 1878 im Stadtbezirk Shitaya (heute: Taitō), in der Präfektur Tokio; † 8. April 1963) war eine japanische Violinistin. Ihr ältester Bruder war der Schriftsteller Kōda Rohan, ein weiterer älterer Bruder der Entdecker Gunji Shigetada (1860–1924), der jüngste Bruder war der Historiker Kōda Shigetomo (1873–1954). Zusammen mit ihrer Schwester Kōda Nobu gilt Kō als Pionierin des Violinenspiels und der klassischen westlichen Musik in Japan. Zu ihren Schülern zählte Shin’ichi Suzuki, der das nach ihm benannte Musikerziehungskonzept, die Suzuki-Methode, entwickelte.

## Leben
Kō begann im Alter von 10 Jahren mit dem Violinenspiel. der österreichische Musiker Rudolf Dittrich entdeckte ihr Talent und unterrichtete Kō. Sie setzte ihre Ausbildung am „Konservatorium Tokio“ (東京音楽学校, heute: Hochschule der Künste Tokio) fort, die sie 1898 abschloss. In ihrer Studienzeit war sie mit dem Kinderliedtexter Higashi Kume (1877–1969) befreundet. Als zweite Japanerin nach ihrer Schwester Nobu wurde sie zur Ausbildung an der Violine ins Ausland, im Unterschied zu ihrer Schwester jedoch nach Deutschland entsandt. 1899 verließ sie Japan, um zunächst den nach Wien zurückgekehrten Rudolf Dittrich zu treffen. Kō entschied sich jedoch am „Konservatorium Berlin“ (heute: Universität der Künste Berlin) bei Joseph Joachim zu studieren. Noch im gleichen Jahr begann sie bei Joachims Schüler und späteren Nachfolger Karl Markees (1865–1926) mit dem Studium. Von 1900 an wurde sie von Joachim selbst unterrichtet. Als sie 1903 wieder nach Japan zurückkehrte, wurde sie Professorin für Violine am „Konservatorium Tokio“. 1905 heiratete sie den Anglisten Katsuichirō Andō Während Kō nunmehr unter ihrem neuen Familiennamen Kō Andō in Tokio weiter unterrichtete, zog ihr Mann kurze Zeit nach der Heirat nach Kyōto, um dort zu arbeiten. Aus der Ehe wurde eine Wochenendbeziehung aus der fünf Kinder hervorgingen. Einer ihrer Söhne war der Schriftsteller und Germanist Takagi Taku (1907–1974).
Von den Vorwürfen, die die Presse um die Jahrhundertwende gegen ihre Schwester Nobu erhob, blieb Kō verschont. Doch obgleich sie 1942 ebenfalls in die Japanische Akademie der Künste aufgenommen wurde, entließ das Konservatorium sie 1943 formlos und abrupt. Nach ihrer Kündigung unterrichtete sie bis zu ihrem Lebensende Violine als Privatlehrerin. Sie war die erste Frau, die 1958 als Person mit besonderen kulturellen Verdiensten geehrt wurde.
Andō Kō starb 1963 im Alter von 84 Jahren an einer Gehirnblutung.